# London Midland
London Midland is een Britse spoorwegonderneming. Het bedrijf exploiteert regionale treinen tussen London Euston, Birmingham en Liverpool.
London Midland kreeg de eerste concessie voor deze treindiensten op 1 november 2007, als vervanging van Silverlink en Central Trains.